# Neubau
Neubau ([ˈnɔɪ̯baʊ̯]ⓘ) is het 7e district van Wenen. In 2008 leefden er ruim 30.000 mensen.

Spittelberggasse
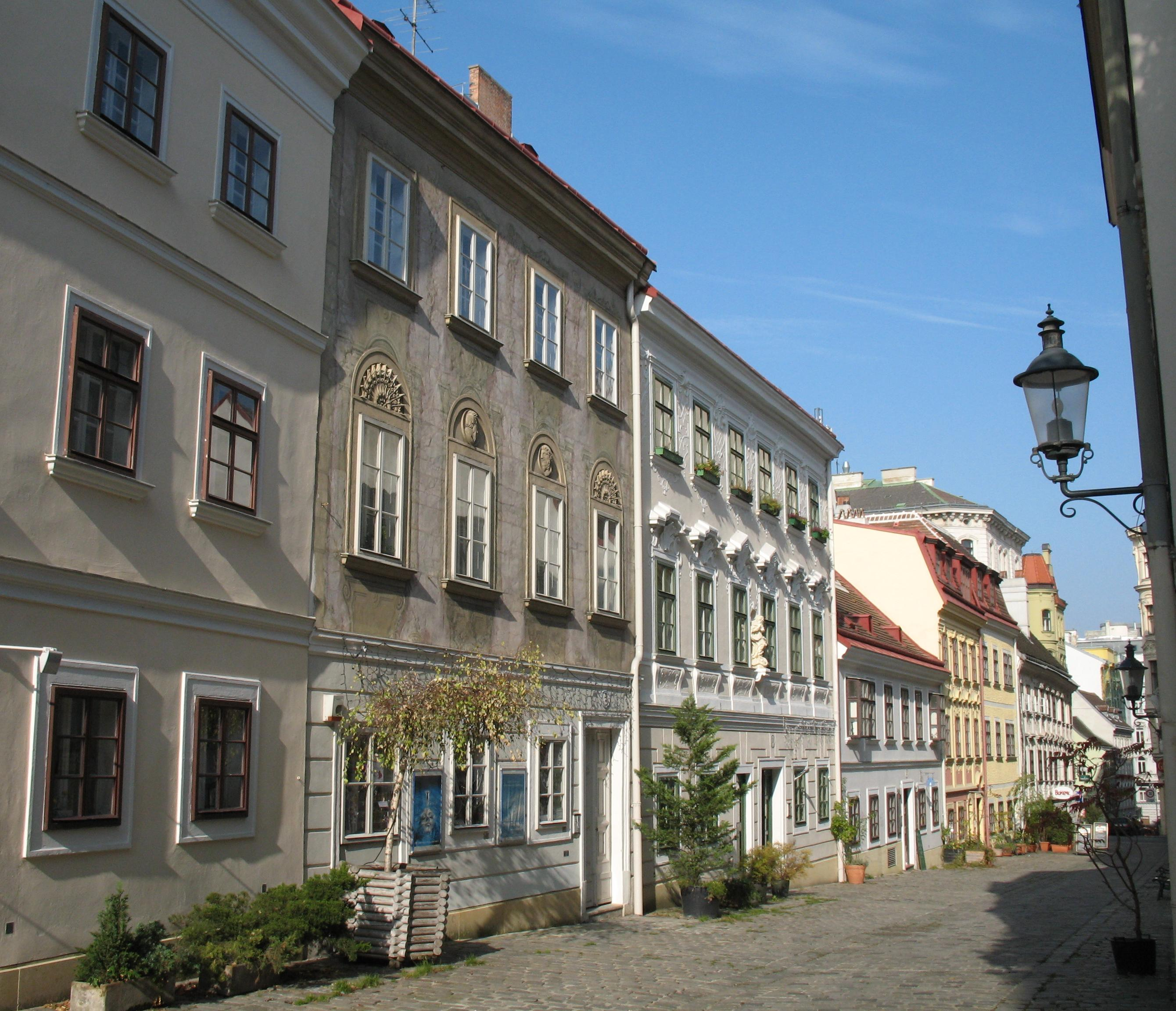
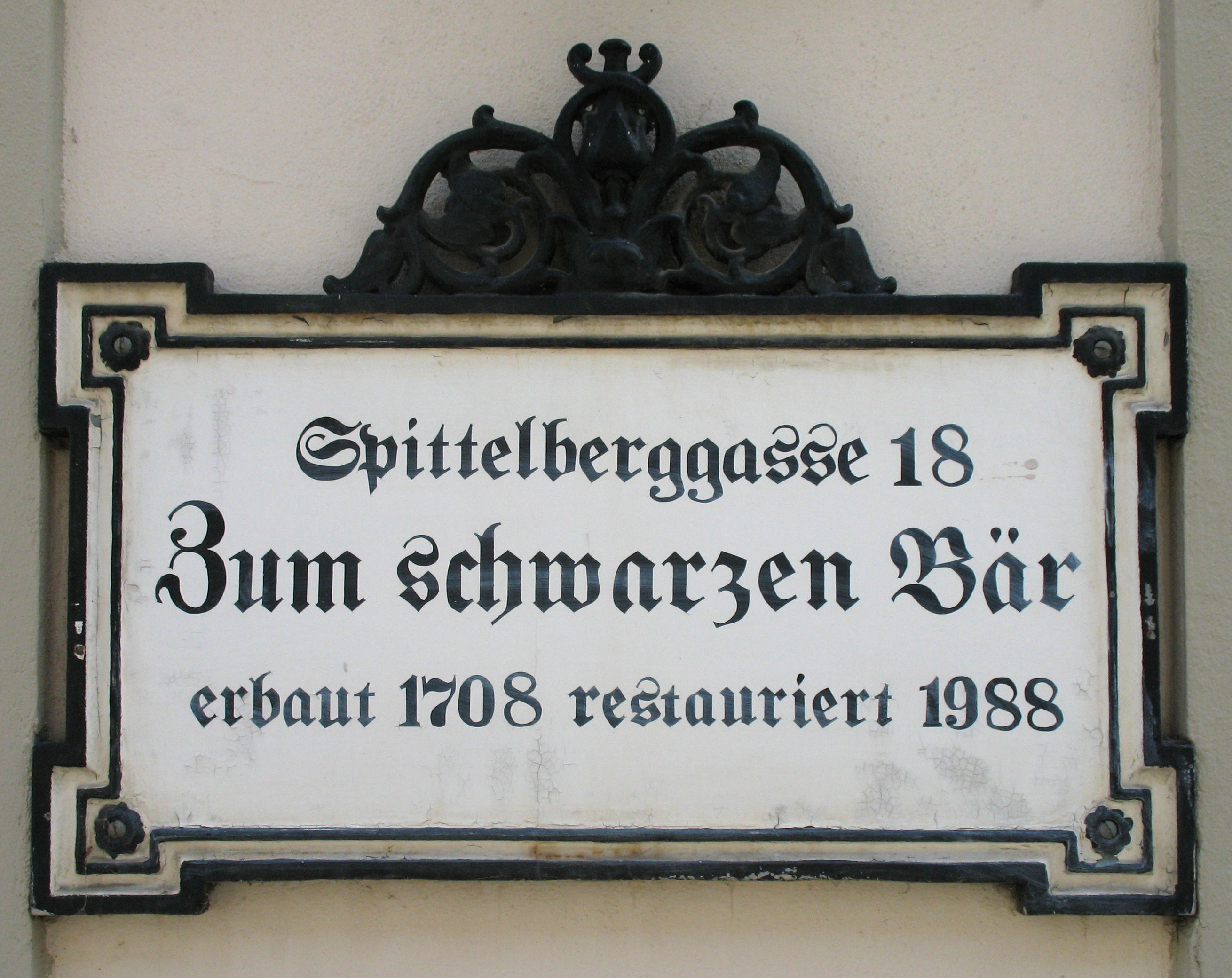
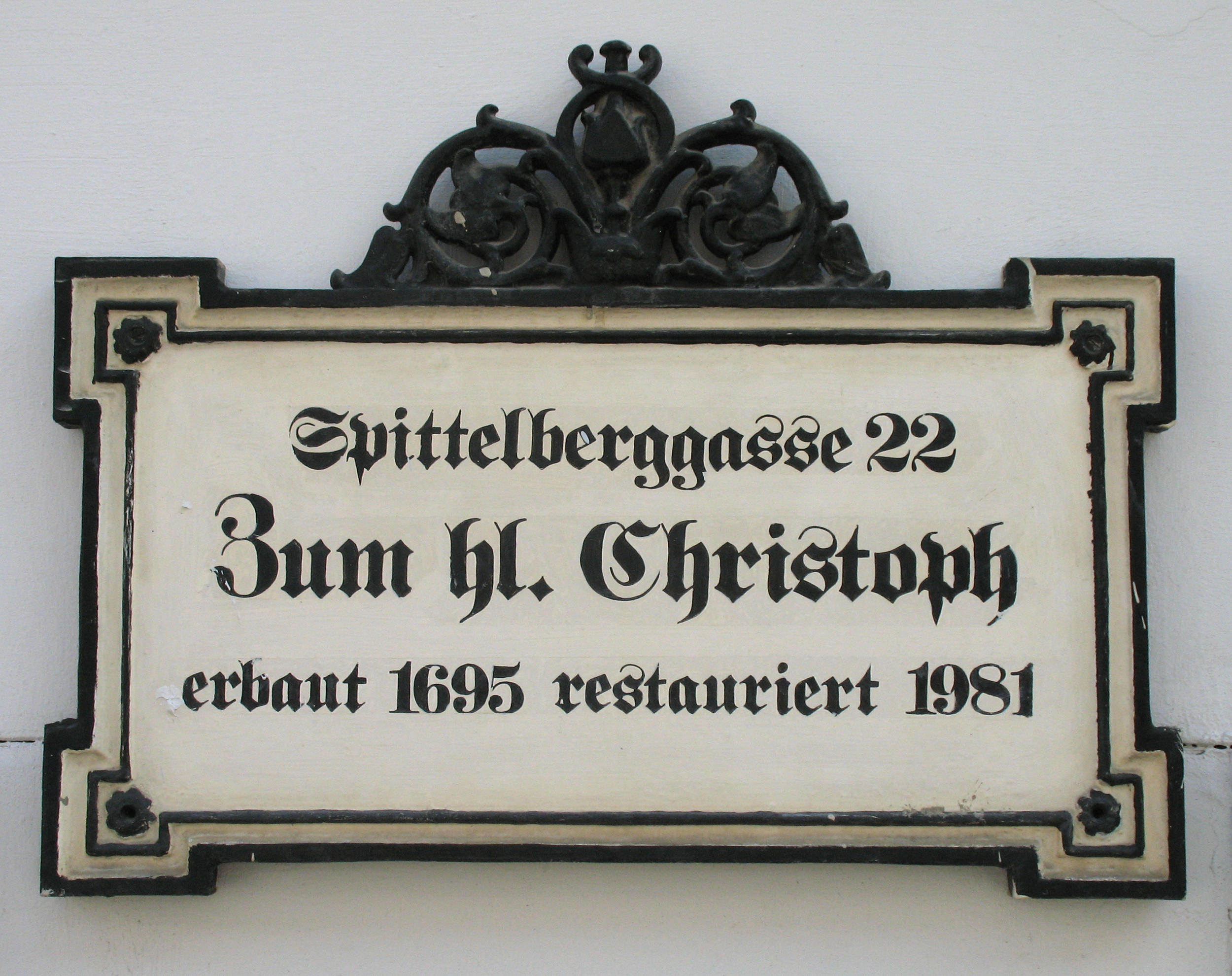

1 Innere Stadt · 2 Leopoldstadt · 3 Landstraße · 4 Wieden · 5 Margareten · 6 Mariahilf · 7 Neubau · 8 Josefstadt · 9 Alsergrund · 10 Favoriten · 11 Simmering · 12 Meidling · 13 Hietzing · 14 Penzing · 15 Rudolfsheim-Fünfhaus · 16 Ottakring · 17 Hernals · 18 Währing · 19 Döbling · 20 Brigittenau · 21 Floridsdorf · 22 Donaustadt · 23 Liesing